# Kahveleryanı, Gümüşova
Kahveleryanı là một xã thuộc huyện Gümüşova, tỉnh Düzce, Thổ Nhĩ Kỳ. Dân số thời điểm năm 2010 là 354 người.